# Bothynotus johnstoni
Bothynotus johnstoni är en insektsart som beskrevs av Knight 1933. Bothynotus johnstoni ingår i släktet Bothynotus och familjen ängsskinnbaggar. Inga underarter finns listade i Catalogue of Life.